# Andrea Stinson
Pour les articles homonymes, voir Stinson.
Andrea Stinson, née le 25 novembre 1967, est une joueuse de basket-ball américaine.

## Biographie
Issue d'une famille de neuf enfants, elle effectue sa carrière universitaire avec les Wolfpack de North Carolina State de l'université d'État de Caroline du Nord. Durant cette carrière, elle obtient de nombreuses récompenses, dont les plus importantes sont les titres de Atlantic Coast Conference (ACC) Player of the Year en 1990, deux élections dans les équipes All-ACC et All-America en 1990 et 1991. À la fin de sa carrière universitaire, elle est la troisième marqueuse de l'histoire de l'ACC avec 2 136 points et la troisième aux interceptions, avec 286.
Elle rejoint ensuite l'Europe, d'abord pendant deux saisons en France au Tarbes GB, puis trois saisons en Italie dans les clubs de Lavezzini Parma, Ahena Cesena et Thiene.
Elle joue la saison inaugurale de WNBA en 1997 avec le Sting de Charlotte. Sa saison, ponctuée de 15,7 points (septième de la ligue), 5,5 rebonds (13e), 4,4 passes décisives (septième) en 36,1 minutes, lui vaut une nomination dans le second cinq de la ligue. Elle est également nommée une fois WNBA Player of the Week pour une prestation de 18,8 points, 6,0 rebonds et 2,8 passes. Sa franchise échoue en playoffs face aux Comets de Houston en deux manches.
Sa seconde saison est également ponctuée d'une place dans le second cinq de la ligue. Elle termine de nouveau septième rang du classement des marqueuses avec 15,0 points et des passes avec 4,5 passes. Pour la deuxième fois de sa carrière, elle est nommée WNBA Player of the Week. Lors la série des playoffs face aux Comets de Houston, elle réussit 14,5 points, 5,0 rebounds, 6,5 passes et 2,00 interceptions.
Durant l'intersaison WNBA, elle retourne de nouveau en Europe, en Turquie, dans le club de Galatasaray. Elle évolue pendant trois saisons dans ce club. L'été, elle retrouve le Sting de Charlotte. Durant la saison 1999, elle franchit la barre des 1 000 points en carrière. Durant les playoffs, elle réalise 20,8 points, 7,5 rebonds, 4,3 passes et 2,75 interceptions. Sa moyenne de points s'élève même à 22,3 points lors de la finale de la Conférence Est opposant le Sting de Charlotte au Liberty de New York. Charlotte perd la série deux matchs à un : victoire 78 à 67 à Charlotte, puis deux défaites 74 à 70 et 69 à 54 à New York.
La saison suivante, sa moyenne de points passe à 17,7 points par rencontre. Durant cette saison, elle établit le record de points établit pour une joueuse de la franchise avec 33 points lors d'une rencontre contre Washington. En 2001, elle termine meilleure marqueuse de sa franchise pour la cinquième saison consécutive. Elle devient également la quatrième joueuse de la WNBA à marquer 2 000 points. Durant les playoffs, elle est la meilleure marqueuse, rebondeuse et interceptrice de son équipe avec respectivement 12,0 points, 6,1 rebonds et 1,63 interception. Charlotte bat Cleveland deux à un puis New York sur le même score pour atteindre les Finales WNBA. Lors de celles-ci, les Charlotte Sting sont défaits deux à zéro par les Sparks de Los Angeles, 75 à 66 puis 82 à 54 lors du match retour au Staples Center.
Durant la saison WNBA 2002, Stinson établit son nouveau record de rebonds en WNBA avec 12 prises obtenues face à Cleveland. Elle termine de nouveau au premier rang des marqueuses de sa franchise, avec 12,8 points. Sa moyenne progresse à 15,0 points lors des playoffs qui voient Charlotte échouer au premier face à Washington sur le score de deux à un.
La saison suivante, Charlotte échoue de nouveau au premier tour, face à Connecticut, de nouveau en deux manches, 68 à 66 et 68 à 62. Durant la saison régulière, Stinson produit 11,1 points, 4,1 rebonds et 2,9 passes.
Pour la première fois depuis son arrivée en WNBA, Stinson ne parvient pas à atteindre la barre des 10 points de moyenne durant la saison 2004. Elle apporte toutefois encore 3,5 rebonds et 1,4 passe à son équipe qui ne parvient pas à se qualifier pour les playoffs.
Elle signe ensuite avec la franchise du Shock de Détroit pour la saison 2005. La franchise est éliminée au premier tour par Connecticut en deux manches. Stinson ne dispute que 18 rencontres et voit son temps de jeu limité à 5,7 minutes par rencontre, pour 1,2 point, 0,7 rebond et 0,7 passe. C'est sa dernière saison dans la ligue américaine.
Andrea Stinson a également porté le maillot de la sélection américaine. Elle a, à plusieurs reprises, participé aux campagnes de préparation de celle-ci pour des compétitions majeures. Elle joue ainsi en 1989, 1990 et 1992, cette dernière année lors de la préparation pour les jeux de Barcelone. Elle remporte toutefois une médaille en sélection avec la médaille de bronze aux Jeux panaméricains de 1991.

## Palmarès

### Sélection nationale
Jeux panaméricains
- Médaille de bronze des Jeux Panaméricains 1991 à La Havane,  Cuba

## Distinctions personnelles
- Participation aux WNBA All-Star Game 2000, 2001, 2002
- 1 fois WNBA Player of the Week en 1997, 1998, 2001
- Atlantic Coast Conference (ACC) Player of the Year en 1990
- All-ACC en 1990 et 1991
- All-America en 1990 et 1991
- Participation au All-Star Game de la ligue italienne en 1995, 1996, 1997
- Second meilleur cinq de la WNBA (1997, 1998)